# Zonora
Zonora is een geslacht van vlinders van de familie snuitmotten (Pyralidae), uit de onderfamilie Pyralinae.

## Soorten
- Z. argentalis Hampson, 1900
- Z. opiparalis Swinhoe, 1890